# Visby osztály
A Visby osztály a Svéd Haditengerészet lopakodó technológiát alkalmazó korvett típusa. Az osztály első egységét 2009-ben állították szolgálatba a Svéd Haditengerészetnél. Névadó hajója a HSwMS Visby (K31), melyet Gotland székhelyéről, Visby városról kapta a nevét. A hajókat a malmői Kockums hajógyár építi. Az osztály öt egységét állították szolgálatba. Az első négy egység fő feladatköre a tengeralattjárók elleni harc és az aknakeresés, míg az ötödik egységet a hagyományos felszíni hajók elleni fegyverekkel szerelték fel.

## Története
A lopakodó technológia hajón történő alkalmazását az 1980-as években kezdték el tanulmányozni Svédországban. Az ilyen hajókat egy tengeri invázió elleni tevékenységre szánták. A lopakodó technológia tanulmányozására 1991-ben bocsátották vízre a HSwMS Smyge kísérleti hajót, majd az ezzel szerzett tapasztalatok szolgáltak alapul a későbbi korvettek tervezéséhez. Az eredetei elképzelések szerint a hajó helikopterhangárral is rendelkezett volna, de ezt később kivették a tervekből.
Az első egység, a Visby építését 1995-ben kezdték el.

## Egységek
| Hadrendi jelzés | Név         | Építés kezdete                              | Vírebocsátás                                | Hadrendbe állítás                           | Beosztás                                    | Státusz                                     | Címer |
| --------------- | ----------- | ------------------------------------------- | ------------------------------------------- | ------------------------------------------- | ------------------------------------------- | ------------------------------------------- | ----- |
| K31             | Visby       | 1995. február 17.                           | 2000. június 8.                             | 2015. szeptember 16.                        | 4. Tenger Flottilla                         | aktív                                       |       |
| K32             | Helsingborg |                                             | 2003. június 27.                            | 2009. december 16.                          | 3. Tenger Flottilla                         | aktív                                       |       |
| K33             | Härnösand   |                                             | 2004. december 16.                          | 2009. december 16.                          | 3. Tenger Flottilla                         | aktív                                       |       |
| K34             | Nyköping    |                                             | 2005. augusztus 18.                         | 2015. szeptember 16.                        | 3. Tenger Flottilla                         | aktív                                       |       |
| K35             | Karlstad    |                                             | 2006. augusztus 24.                         | 2015. szeptember 16.                        | 3. Tenger Flottilla                         | aktív                                       |       |
| K36             | Uddevalla   | Befejezetlen (földi szimulátornak átépítve) | Befejezetlen (földi szimulátornak átépítve) | Befejezetlen (földi szimulátornak átépítve) | Befejezetlen (földi szimulátornak átépítve) | Befejezetlen (földi szimulátornak átépítve) |       |